# Котава (язык)
Котава (иногда Кодава) — предложенный вспомогательный язык (IAL), связанный с принципами культурной нейтральности. Название означает «язык всех и каждого», и сообщество котава приняло слоган «гуманистический и универсальный, утопический и реалистичный проект». Язык наиболее распространён во франкоязычных странах, а большинство учебных материалов на французском языке. Создан в 1978 году лингвисткой и путешественницей Старен Фэтси.

## История
Язык Котава был создан канадской путешественницей и лингвистом Стареном Фэтси, которая начала проект летом 1975 года, основываясь на изучении предыдущих проектов Международного института языков (IAL). Язык был впервые представлен публике в 1978 году, а в 1988 и 1993 годах были внесены две значительные поправки. С тех пор язык стабилизировался, и его словарный запас насчитывает более 17 000 основных корней. В 2005 году был создан комитет из семи человек, которому было поручено курировать дальнейшее развитие языка.
Общая цель заключалась в создании потенциального IAL, не основанного на определённом культурном субстрате. Для этого был поставлен ряд подцелей:
- Простая и ограниченная фонетическая система, которую может легко произнести большинство людей;
- Простая и абсолютно логичная грамматика, отражающая грамматику большинства языков мира;
- Чёткая морфология, где каждая морфема имеет чётко определённую и исключительную функцию;
- Априорный лексикон, не отдающий предпочтения ни одному языку (похоже, это имеет первостепенное значение для его создателя);
- Набор базовых корней, которые чётко определены и не содержат омонимов. Они полностью выдуманы и абсолютно независимы от какого-либо существующего языка (Старен Фэтси считает западное происхождение эсперанто недостатком)[1];
- Механизмы продуктивного вывода и композиции, обеспечивающие максимальную выразительность — от самых общих до самых тонких и точных.

## Характеристики
Классификация
Как априори сконструированный язык, котава не связан ни с одним другим языком, естественным или искусственным. Порядок слов весьма свободный, но в настоящее время он склоняется к системе «дополнение — подлежащее — глагол». Все дополнения и другие дополнения должны вводиться предлогами. Существуют также нововведения, связанные с союзами и предлогами (система локативных предлогов).
Алфавит
Котава пишется латинским алфавитом, но в ней не используются буквы H и Q. Буква H, которая использовалась только для смягчения предшествующих L, M или N, была исключена и заменена буквой Y во всех случаях. Единственный диакритический знак — это акут, обозначающий ударение на конечной гласной в первом лице глагола. Как и во французском языке, между текстом и восклицательным или вопросительным знаком добавляется пробел.
Фонология
В языке котава нет нерегулярных произношений; звучание всегда предсказуемо по написанию и наоборот.
Большинство согласных произносятся как в Международном фонетическом алфавите, за исключением ⟨c⟩, произносимого как [ʃ]; ⟨j⟩, произносимого как [ʒ]; и ⟨y⟩, произносимого как [j].
Согласные (в форме МФА):
|              | Губные | Губные | Альвеолярные | Альвеолярные | Постальвеолярные | Постальвеолярные | Заднеязычные | Заднеязычные |
| ------------ | ------ | ------ | ------------ | ------------ | ---------------- | ---------------- | ------------ | ------------ |
| Носовые      | m      | m      | n            | n            |                  |                  |              |              |
| Взрывные     | p      | b      | t            | d            |                  |                  | k            | ɡ            |
| Фрикативные  | f      | v      | s            | z            | ʃ                | ʒ                | x            |              |
| Дрожащие     |        |        | r            | r            |                  |                  |              |              |
| Апроксиманты |        |        | l            | l            | j                | j                | w            | w            |

Гласные произносятся так же, как в испанском, суахили или таитянском языках, без разницы в долготе и без назализации.
|                          | Гласные переднего ряда | Гласные заднего ряда |
| ------------------------ | ---------------------- | -------------------- |
| Гласные верхнего подъёма | i                      | u                    |
| Гласные среднего подъёма | e                      | o                    |
| Гласные нижнего подъёма  | a                      | a                    |

Существует пять дифтонгов: ay, ey, iy (очень редко), oy и uy (очень редко).
Ударения
Правило ударения в языке котава является общим для всех многосложных слов: на последнем слоге (ultima), если слово имеет конечный согласный; на предпоследнем слоге (penult), если слово имеет конечный гласный, за исключением первого лица спрягаемых глаголов, в котором ударение падает на последний слог и обозначается акутом.
Морфология
В языке котава действуют строгие морфологические правила, изложенные в таблице, которая определяет порядок и взаимодействие. Все части речи обозначены, что исключает двусмысленность. Существительные и местоимения неизменяемы, и нет системы склонений. В языке нет аффиксов рода и множественного числа, которые при необходимости могут быть обозначены частицами или другими словами. Одной из необычных особенностей котавы является «эвфонический» принцип (благозвучие), согласно которому окончания прилагательных и других модификаторов сопоставляются с их существительными.
Грамматика
Местоимения
Основные личные местоимения:
|         | единственное число | единственное число | единственное число | множественное число | множественное число | множественное число | множественное число |
|         | 1 лицо             | 2 лицо             | 3 лицо             | 1 лицо              | 2 лицо              | 3 лицо              | 4 лицо              |
| ------- | ------------------ | ------------------ | ------------------ | ------------------- | ------------------- | ------------------- | ------------------- |
| Kotava  | jin                | rin                | in                 | min                 | win                 | sin                 | cin                 |
| English | Я                  | ты                 | он/она/оно         | мы (incl.)          | ты                  | они                 | мы (excl.)          |

Возвратное местоимение — int, а обратное — sint. Притяжательные местоимения образуются добавлением -af к личному местоимению.
Другие местоимения включают coba (вещь), tan (неизвестный человек), tel (известный человек) и tol (один из двух).
Глаголы
Глаголы спрягаются в трёх временах (настоящее, прошедшее и будущее) и четырёх наклонениях (реальное, повелительное, условное и относительное). Кроме того, существуют механизмы залогов, видов, модальностей и других нюансов, которые позволяют добиться значительной тонкости в выражении. Глаголы бывают семи лиц, включая инклюзивное и эксклюзивное первое лицо множественного числа.
Первое лицо единственного числа используется в качестве леммы глагола. Суффиксы, присоединяемые к корню, указывают на лицо и время. В следующей таблице это показано на примере глаголов tí (быть) и estú (есть):
| единственное число | единственное число         | единственное число       | множественное число            | множественное число  | множественное число  | множественное число             |
| 1st                | 2nd                        | 3rd                      | 1st incl.                      | 2nd                  | 3rd                  | 1st excl.                       |
| ------------------ | -------------------------- | ------------------------ | ------------------------------ | -------------------- | -------------------- | ------------------------------- |
| ´                  | -l                         | -r                       | -t                             | -c                   | -d                   | -v                              |
| tí («Я есть»)      | til («ты есть»)            | tir («он/она/оно есть»)  | tit («мы (инклюзив) являемся») | tic («ты являешься») | tid («они являются») | tiv («мы (exclusive) являемся») |
| estú («Я ем»)      | estul («ты ешь» (повест.)) | estur («он/она/оно ест») | estut («мы (инклюзив) едим»)   | estuc («ты ешь»)     | estud («они едят»)   | estuv («мы (exclusive) едим»)   |

Перед глаголом можно использовать следующие модификаторы:
| Имя   | Функция                   | Пример                                            |
| ----- | ------------------------- | ------------------------------------------------- |
| en    | утверждение               | en estú («Я делаю это»)                           |
| rotir | предположение             | in rotir estur («Он, возможно, ест»)              |
| me    | отрицание                 | me estú («Я не ем»)                               |
| men   | предварительное отрицание | koe Paris men irubá («Я ещё не живу в Париже»)    |
| mea   | постфактум отрицание      | koe Paris mea irubá («Я больше не живу в Париже») |

Прошедшее время обозначается интерфиксом -y- перед конечной гласной глагола:
- danká («я пою») → dankayá («я пел»).

Аналогично, будущее время обозначается интерфиксом -t-:
- estul («ты ешь») → estutul («ты будешь есть»).

Существительное
Грамматического рода не существует. Для обозначения пола человека или животного используется окончание -ya для женщин и -ye для мужчин.
| существительное          | -ya               | -ye                           |
| ------------------------ | ----------------- | ----------------------------- |
| krapol (пол любого льва) | krapolya (львица) | krapolye («лев мужского пола) |
| ayik (человек)           | ayikya (женщина)  | ayikye (мужчина)              |

Голос
В языке котава пять грамматических залогов:
1. Активный залог — doalié (я борюсь);
2. Пассивный залог — zo doalié (меня борют);
3. Возвратный залог — va int tcaté (я умываюсь);
4. Взаимный залог — va sint disuked (они смотрят друг на друга);
5. Дополнительный залог — va mbi zilí (мне дают пирожное)
Числительные
Числа принимают форму радикальных префиксов, к которым могут присоединяться определенные атрибуты:
| - 0 ned- - 1 tan- - 2 tol- - 3 bar- - 4 balem- - 5 alub- - 6 tev- - 7 per- - 8 anyust- - 9 lerd- - 10 san- | - 100 decem- - 1000 decit- - 10 000 kun- - 100 000 vunt- - 1 000 000 celem- - 1 000 000 000 felem- - 1012 tung- - 1015 pung- - 1018 eung- - 1021 zung- - 1024 yung- |

Суффиксы:
- -oy (количественные числительные)
- -eaf (порядковые числительные)
- -da (годы)
- -ka (дни)
- jon- … -af (умноженное на …)
- fuxe- … -af (делённое на …)
- vol- (отрицательные числа)

Названия математических знаков:
- = dum (равны)
- + do (плюс)
- - bas (минус)
- × jon (раз; англ. times)
- / fuxe (делённая на, англ. divided by)

## В популярной культуре
В романе «Тетраэдры» (фр. Les Tétraèdres) на французском языке Юрани Андерган (Verintuva, ISBN 978-2-9536310-0-5, 1274 стр.), обширной исторической и фантастической фреске, котава — это разговорный язык, который неандертальцы тайно передавали своим потомкам на протяжении многих поколений и который некоторые героини произносят как длинные прорицания. Дополнительные переводы приведены в конце.

## Примеры текстов
Из сказки «Принцесса на горошине» Г. Х. Андерсена:
«Lekeon tiyir sersikye djukurese va sersikya, va sersanyikya. Ta da vaon trasir, va tawava anamelapiyir vexe kotviele koncoba me dojeniayar ; sersikya, jontika tiyid, vexe kas tiyid sersanyikya ? Batcoba tiyir voldrikafa karolara, kotviele koncoba ok arcoba nuvelayad mekotunafa. Gabenapaf in dimdenlapiyir, va sersanyikya loeke co-djudiyir».
Перевод: Жил-был принц, который хотел жениться на принцессе, но только настоящей. Он объездил весь свет, чтобы найти её, но нигде не мог найти желаемого. Принцесс было предостаточно, но трудно было определить, настоящие ли они. В них всегда было что-то не то. И вот он вернулся домой и был опечален, потому что очень хотел иметь настоящую принцессу.
Once upon a time there was a prince who wanted to marry a princess; but she would have to be a real princess. He travelled all over the world to find one, but nowhere could he get what he wanted. There were princesses enough, but it was difficult to find out whether they were real ones. There was always something about them that was not as it should be. So he came home again and was sad, for he would have liked very much to have a real princess.
Отче наш:
| Котава                              | Перевод                            |
| ----------------------------------- | ---------------------------------- |
| Cinaf Gadik koe kelt tigis,         | Наш Отец, который есть небеса,     |
| Rinaf yolt zo tutumtar,             | Да святится имя Твоё,              |
| Rinafa gazara artfir,               | Да приидет Царствие Твоё,          |
| Rinafa kuranira                     | Да будет воля Твоя,                |
| moe tawava lidam kelt zo askir.     | На земле, как и на небе,           |
| Va vieleaf beg pu cin re zilil      | Хлеб наш насущный дай нам сегодня, |
| va kota cinafa kantara ixel         | и прости нам долги наши,           |
| dum pu bagesik dere ixev.           | как и мы прощаем должникам нашим.  |
| Ise gu zoenuca va cin me levplekul, | И не введи нас в искушение         |
| Volse gu rote va cin tunuyal.       | но избавь нас от зла.              |

|  | Котава | Перевод |
|  | --- | --- |
|  | Kot ayik sokoblir nuyaf is miltaf gu bagaliuca is rokeem. Va ova is jiluca sodir isen kottan is artan va sint beron gotegid. | «Все люди рождаются свободными и равными в своём достоинстве и правах. Они наделены разумом и совестью и должны поступать в отношении друг друга в духе братства». |

— Статья 1 Всеобщей декларации прав человека